# Leglica
Leglica (lat. ovopositor) je spolni organ za polaganje jaja u kukaca. Oblik leglice (sablje, svrdla, šila, pile i sl.) u različitih je kukaca različit, ovisno o mjestu kamo ženka polaže jaja (zemlja, trulež, drvo, drugi kukci i životinje). U žalčara, npr. pčela, preobražena je u otrovni žalac.